# Слободан Мулина
Слободан Мулина (Ужице, 1947) српски је пјевач народне музике. Његов најпознатији хит је Златиборе, питај Тару.

## Биографија
Рођен је 1947. године у Ужицу, од оца жељезничара и мајке домаћице. Отац му је Херцеговац, родом из села Дубочани код Требиња. Одрастао је у Ужицу са двије сестре и братом. Кућа им је била поред жељезничке станице и фудбалског стадиона. Основну и средњу школу завршио је у Ужицу. Послије завршене средње техничке школе, радио је у Секцији за одржавање пруге у Ужицу, а био је и голман ужичке Слободе. Такође је по игранкама свирао гитару, за чију набавку је био отплаћивао кредит од четири године. Обично би дању радио и тренирао, а ноћу би пјевао по златиборским кафанама. Почео је свирати и пјевати са двије године млађим братом Војом у хотелу Палисад на Златибору.
Године 1969. свирао је шест-седам мјесеци са оркестром Миле Урошевића. На наговор Миле Урошевића, шефа ансамбла Урошевић, са пјесмом Осветник љубави, учествује и побјеђује на фестивалу нове народне музике Нови гласови у Врњачкој Бањи, 1970. године. Пјесма је постала велики хит, а Слободанова прва сингл плоча, издата за александровачки Дискос, за само осамнаест дана продата је у златном тиражу. Свој први албум издао је 1983. године, такође за Дискос. На овом албуму се први пут нашла пјесма Златиборе, питај Тару. Ипак, ова пјесма постаје хит након што је објављена у новом аранжману на албуму из 1987. године, а који је изашао у издању љубљанског ЗКП РТЛ-а.
Године 1970. потписао је уговор са Београдском естрадом, након чега је путовао и пјевао по читавој Југославији, скупа са Сафетом Исовићем, Бебом Селимовић, Мухаремом Сербезовским, Предрагом Живковићем Тозовцем, Томом Здравковићем, Неџадом Салковићем, Станишом Стошићем, Предрагом Цунетом Гојковићем, Бисером Велетанлић, Ђорђем Марјановићем и другима. Први концерт је имао са Станишом Стошићем, Лепом Лукић, Славком Перовићем и Николом Каровићем.
Прве двије пјесме са трубачима снима 1980. године. Биле су то обраде изворних пјесама Расте трава, расте шљива плава и Мој Драгане, где ти лето прође, уз дувачки оркестар Радована Бабића. Слободан Мулина је снимио много трубачких пјесама о свом родном Ужицу и Златибору: Златиборе, висока планино, Златиборе, успомено, Златиборе, лишћа ти на грани, Златиборе, мој зелени боре, Кад запевам ја са Златибора, Ој, Ужице, мали Цариграде, Еј, Ужичанко и друге. Један је од рекордера по броју снимљених пјесама са трубачима, нарочито са композитором Чаславом Ђоковићем. Снимао је са дувачким оркестрима Милована Миће Петровића, Радована и Милована Бабића, Светозара Лазовића Гонга.
Током своје каријере, наступао је у земљи и иностранству, обишавши Европу, Америку и Аустралију.
У периоду од 1970. до 1996. године издао је десет сингл-плоча, шест албума и двије компилације.
Године 1988. снимио је пјесму посвећену Слободану Пенезићу Крцуну. Родном мјесту свога оца посветио је пјесму Ој, Требиње.

### Естрадни наступи
Слободан Мулина је био чест гост Радио-телевизије Београд и, касније, Радио-телевизије Србије. Чувени српски новинар Бане Вукашиновић често га је звао у Београдску хронику, а наступао је и у емисији Недељно поподне.

### Приватни живот
Са супругом, која је преминула, добио је сина Горана, који је такође музичар. Има унуке Данила и Огњена.
Шест година је живио и радио у Канади. Након пензионисања, живи на Златибору.
Поноси се својим херцеговачким поријеклом и често истиче да је Херцеговац.
Био је члан Савеза комуниста Југославије, а након распада Југославије, био је члан Странке српског јединства.

## Награде и признања
- 1970. Побједник Фестивала нове народне музике Нови гласови у Врњачкој Бањи.[2][4]

## Дискографија

### Сингл-плоче
- 1970. Осветник љубави (Дискос)
- 1971. Драга, тако сам те звао (Дискос)
- 1971. Просјак љубави (Дискос)
- 1971. Ромео и Јулија/Један дан живота (Дискос)
- 1972. Једна суза у твом оку (Дискос)
- 1973. Песма растанка (Дискос)
- 1974. Магдалена, дивна жено (Дискос)
- 1975. Кунеш се мени, кунеш се њему (Сузи)
- 1978. Од малена ми смо расли/Због тебе се сунце рађа (Југотон)
- 1980. Расте трава, расте шљива плава/Мој драгане, где ти лето прође (Дискос)

### Студијски албуми
- 1983. Потражи ме у срцу свом (Дискос)
- 1987. Златиборе, питај Тару (ЗКП РТЛ)
- 1988. Бринула ме седа коса (ЗКП РТЛ)
- 1989. Да ли жалиш (ЗКП РТЛ)
- 1992. У Србији јунак до јунака (Дискос)
- 1995. Јело, Јело (ПГП РТС)

### Компилације
- 1990. Слободан Мулина (ПГП Југомелос)
- 1996. Слободан Мулина (ПГП РТС)

## Фестивали
- 1970. Фестивал нове народне музике Нови гласови у Врњачкој Бањи.[2][4]
- 1971. Фестивал народне музике у Врњачкој Бањи.[10]